# Sitophilus
Комірний довгоносик (Sitophilus) — рід жуків підродини Трубконосики (Dryophthorinae) родини Довгоносики (Curculionidae). Серед представників роду є шкідники злакових сільськогосподарських культур (пшениця, рис ,кукурудза), що мають космополітичне розповсюдження. Вони відкладають яйця в середину зерна, де проходять стадії личинки та лялечки. В результаті життєдіяльності личинки зерно повністю спустошується та стає непридатним для використання людиною. Є також види, що живляться виноградом, бобовими та жолудями дубів.

## Види
- Sitophilus conicollis
- Sitophilus cribrosus
- Sitophilus erosa
- Sitophilus glandium
- Sitophilus granarius — довгоносик комірний
- Sitophilus linearis
- Sitophilus oryzae — довгоносик рисовий
- Sitophilus quadrinotatus
- Sitophilus rugicollis
- Sitophilus rugosus
- Sitophilus sculpturatus
- Sitophilus vateriae
- Sitophilus zeamais — довгоносик кукурудзяний
- †Sitophilus punctatis-simus — (викопний)